# Lónya

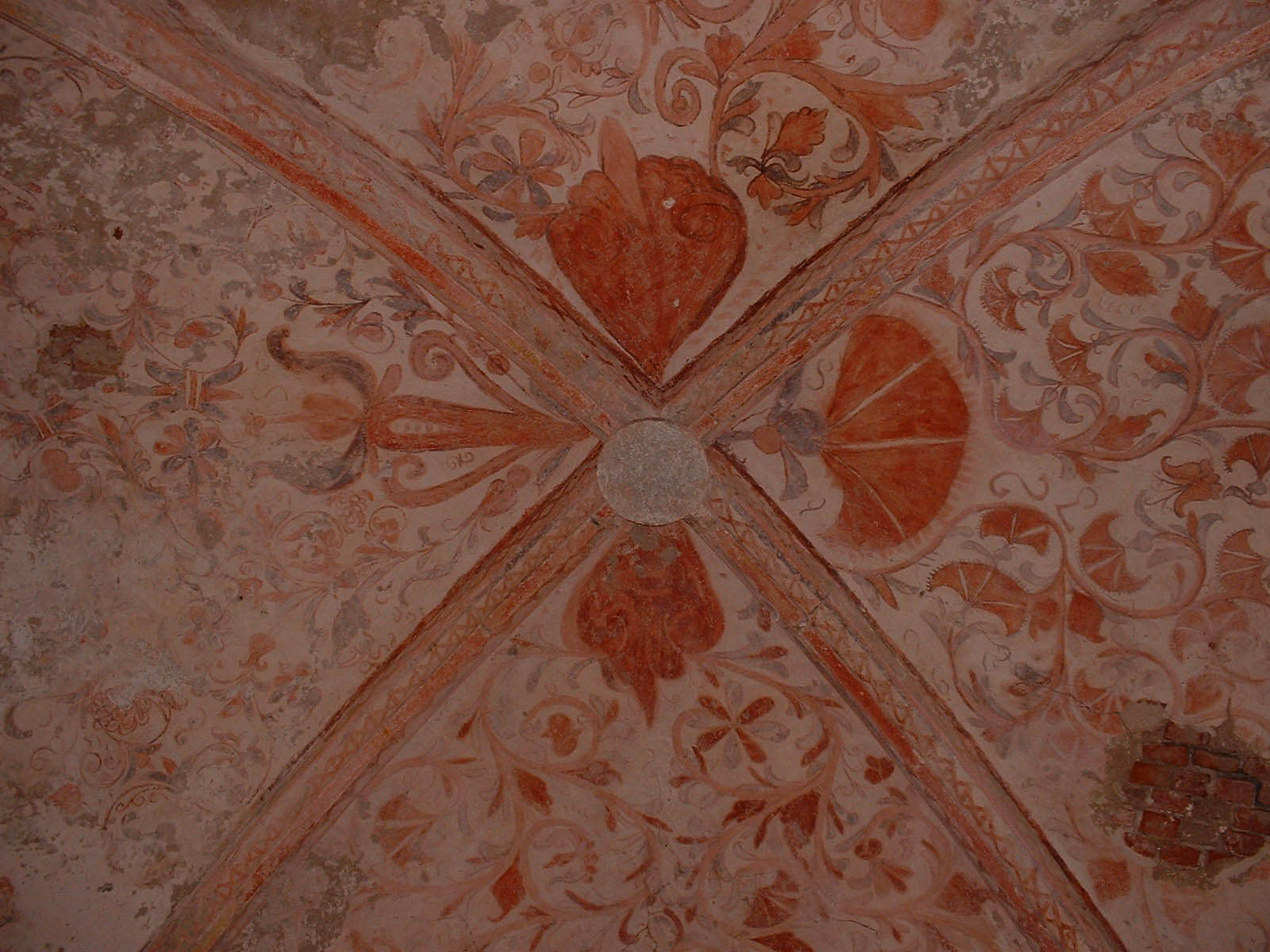
A templom szentélyének boltozatát díszítő, 17. századból származó reneszánsz virágmotívumos falfestménye

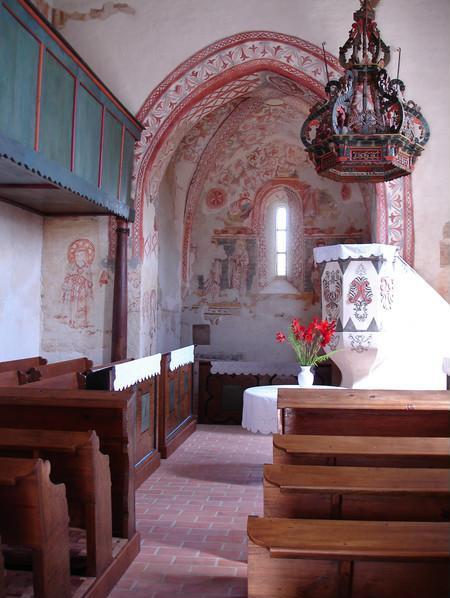
Templombelső a szószékkel és a freskókkal

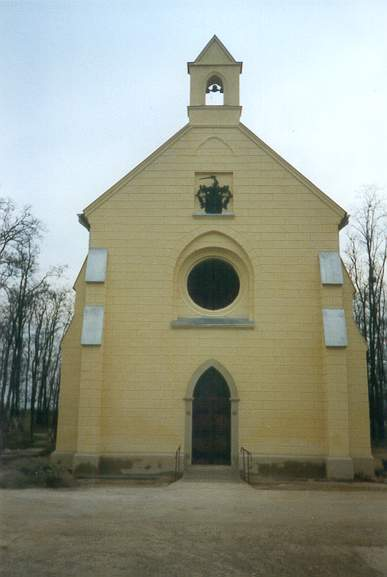
A Lónyay család kriptája

Lónya község Szabolcs-Szatmár-Bereg vármegyében, a Vásárosnaményi járásban. Két egyutcás falu, Kis- és Nagylónya egyesítéséből keletkezett. Új településrészek a két falu közt a 20. században épültek.

## Fekvése
A vármegye északkeleti csücskében helyezkedik el, mint a beregi tájegység legészakibb magyarországi települése. Nyugati oldalról a Tisza, északi és keleti irányból az ukrán határ szegélyezi.
A település mellett elhaladó Tiszát napjainkban fürdőzők helyett inkább a Nemzetközi Tisza-túra résztvevői és horgászok látogatják.
A közvetlen szomszédos települések a határ magyar oldalán: dél felől Mátyus, délnyugat felől Benk, nyugat felől Tiszamogyorós, északnyugat felől pedig Eperjeske. A legközelebbi települések a határ túloldalán: észak felől Szalóka, északkelet felől Kisbakos, kelet-északkelet felől Badótanya, kelet felől Danilovka, délkelet felől pedig Kisharangláb.

### Megközelítése
Közúton két irányból érhető el: Mándok-Tiszamogyorós felől vagy Mátyus irányából, mindkét útvonalon a 4113-as úton. Kislónya településrész főutcája országos közútként a 41 109-es útszámozást viseli, Nagylónya központja és a közeli kishatárátkelő között pedig a 41 111-es számú mellékút húzódik.

## Története
A történeti kutatások alapján a község már a honfoglaláskor is létezett. Első írásos említése 1270-ben egy adománylevélben történt.
A 13. században a falu Bánk bán birtoka volt, aki vejének, Simonnak adományozta. A Gertrúd ellen elkövetett merénylet és örökösök hiányában a birtok II. Endrére szállt. Ő a Rosd nemzetségbeli Rusdi Kis Mihály nevű nemesnek adományozta, akitől a nagylónyai és vásárosnaményi Lónyay családhoz került. Temploma a 13. században épült román stílusban.
1418-ban már bizonyosan Kis- és Nagy-lónyaként említik az addig "két Lónya" vagy "Lónya és Szalóka és Lónya"-ként emlegetett településeket, ugyanis ekkorról maradt fenn írásos emléke a kislónyai vámnak.
1454-ben a falu a Naményi családhoz kerül. A leleszi konvent előtt kéri Naményi László és fia, hogy bizonyos Lónyay Lászlót és Andrást a "Kyslonya-i és Naghlonya-i" birtokrészről tilalmazza. 1578-ban ugyancsak Namányi László és fiai a községek birtokosa, és a nőági rész kifizetése érdekében más településeket zálogosítanak el.
1551-ben Lónyai Heléna, Sámsoni Kőrösy Miklós felesége vallomást tesz a férje s fiai érdekében a Nagy- és Kislónya részjószágok felől.
A falut birtokló Lónyay család viszonylag korán, a 16. század végén felvette a református hitet és a község lakosainak többsége ma is református vallású. A református hitre téréssel egyidejűleg a nagylónyai templom díszes középkori freskóit lemeszelték, melyek így konzerválódtak. Feltárásuk a közelmúltban fejeződött be. 1780 körül a Lónyával szemben lévő Szigetfalu lakossága a Tisza áradásai miatt Kislónyára költöztek. Az 1865-ös kataszteri térkép szerint Kislónyán egy, Nagylónyán négy szárazmalom is volt.
A két község közigazgatásilag 1934-ben Lónya néven egyesült. A községbe 1944. október 29-én vonultak be a Vörös Hadsereg csapatai. A második világháború alatt sokan meghaltak a frontokon, és a falu lakosai közül sokakat hurcoltak el hadifogságba, „málenkij robot”-ra. A falu jellegét tekintve mindvégig agrártelepülés volt, a gazdák nagy részét három faluval (Lónya mellett Mátyus és Tiszakerecseny) közös termelőszövetkezetbe tömörítették. Az 1990-es években megtörtént a földek privatizációja, a családok nagy része ma is a mezőgazdaságból él.
A település bezártságán enyhített a Tiszamogyorós és Lónya között 1997-ben üzembe helyezett pontonhíd, amely gyorsabb és állandóbb kapcsolatot jelentett a közeli Nyírséggel, mint az az előtt működő komp. A pontonhíd helyett 2011 óta ismét csak a komp üzemel a vízállástól függően.

## Közélete

### Polgármesterei
- 1990–1994: Sebestyén Bertalan (független)[4]
- 1994–1998: Szabó Árpád (független)[5]
- 1998–2002: Szabó Árpád (független)[6]
- 2002–2006: Király Edit (független)[7]
- 2006–2010: Király Edit (független)[8]
- 2010–2014: Király Edit (független)[9]
- 2014–2019: Király Edit (független)[10]
- 2019–2024: Nagy Ernő (független)[11]
- 2024– : Nagy Ernő (független)[1]

Lónya község önkormányzatának polgármesteri hivatala a 4836 Lónya, Kossuth út 39. szám alatt található.

## Népesség
A település népességének változása:
| Lakosok száma | 772  | 789  | 912  | 1086 | 687  | 684  | 674  |
|               | 2013 | 2014 | 2015 | 2021 | 2022 | 2023 | 2024 |

2001-ben a település lakosságának 99%-a magyar, 1%-a cigány nemzetiségűnek vallotta magát.
A 2011-es népszámlálás során a lakosok 91,9%-a magyarnak, 7,6% cigánynak mondta magát (8,1% nem nyilatkozott; a kettős identitások miatt a végösszeg nagyobb lehet 100%-nál). A vallási megoszlás a következő volt: római katolikus 8,5%, református 75,4%, görögkatolikus 0,6%, felekezeten kívüli 2,7% (10,9% nem válaszolt).
2022-ben a lakosság 83,8%-a vallotta magát magyarnak, 1,2% cigánynak, 0,9% ukránnak, 0,3% románnak, 0,1-0,1% szlováknak és szerbnek, 0,7% egyéb, nem hazai nemzetiségűnek (16,2% nem nyilatkozott; a kettős identitások miatt a végösszeg nagyobb lehet 100%-nál). Vallásuk szerint 6,3% volt római katolikus, 59,8% református, 1,6% görög katolikus, 1% egyéb keresztény, 0,1% evangélikus, 5,2% felekezeten kívüli (24,7% nem válaszolt).

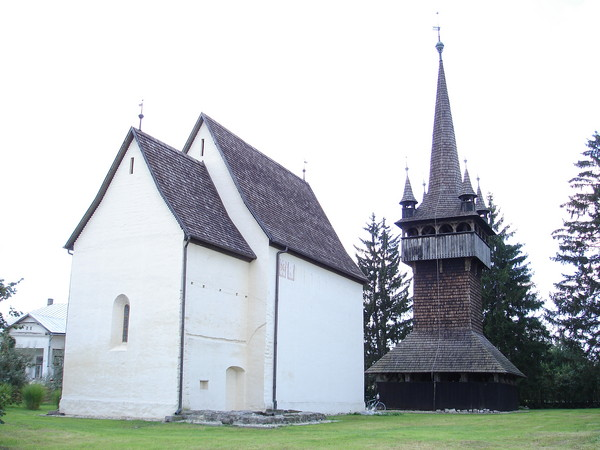
A református templom

## Nevezetességei
* Nagylónyai református templom (román, XIII. század)
Az egyhajós, keletelt templom román stílusban épült, amelyet a 14-15. században gótikus elemekkel toldottak meg. Legkorábbi freskói még a templom építésének korából származnak. „Mosolygó” szenteket megjelenítő freskói között található az ország egyik legkorábbi „köpenyes” Mária ábrázolása, melynek motívuma a 13. században bukkant fel a nyugat-európai képzőművészeti alkotásokon. Az ókeresztény Szent Juliannát ábrázoló freskója szintén 13. századi. Szentélyének Miklós mester által a 15. század kezdetén festett gótikus freskóin a szentek, apostolok és ószövetségi próféták mellett jelen van Szent Zsigmond egyetlen magyarországi ábrázolása. Miután a falu lakossága a 16. század közepén áttért a református hitre, a templomot átalakították, falait fehérre meszelték. Falainak virágdíszítéses reneszánsz festett motívumai a 17. századból származnak. A mészréteg által elrejtett középkori freskók feltárását és restaurálását a közelmúltban végezték, emellett restaurálták a templom festett fa berendezéseit, a szószékkoronát és a karzatot is, valamint tetőszerkezetét magasították és eredeti formájának megfelelően zsindellyel fedték be.
* Fa harangláb (1781)
A 26 m magas torony rendkívül karcsú hatású. Az 1781-ben épült fa harangtorony Kakukk Imre ácsmester és legénye, Bán Péter munkáját dicséri, akik a környék több fa harangtornyának is építői voltak. Tornyában két harang található, az egyik 1666-ból, a másik 1741-ből. A lónyai harangtorony méreteivel és kifinomult arányaival a térség legkiemelkedőbb fa harangtorony műemléke, mely helyet kapott az UNESCO világörökségi javaslati listáján.
* Lónyay család egykori kastélyának parkja
1960-ban égett le a 18-19. század fordulóján épített lapos tetős, olasz tervezésű, egyszintes kastély, melyet több hektáros kert övezett. A mai napig megmaradt belőle az öreg gesztenyefasor és a százéves piramistölgyek.
* A Dombkert
A nevezetes Lónyay család középkori kastélyának ma is jól látható a helye az egykori Nagylónya Dombkert nevű részén, a község fa harangtornyos református templomától délre. Építése, jellegzetes négyszögletes alakja miatt – országszerte meglévő hasonló társaival együtt – valószínűleg a 15. század elejére tehető. A falu ekkori birtokosa Lónyai András, a Perényiek sátoraljaújhelyi várnagya és Bereg vármegye országgyűlési követe volt.
* Lónyay család sírkápolnája és a lónyai temetőkert
A 19. század második felében épült neogótikus stílusban a nagylónyai temetőkert északi részén a Lónyay-család sírkápolnája. A sírkápolnában nyugszik Magyarország néhai miniszterelnöke, gróf Lónyay Menyhért és 27 családtagja. A temetőkertben már csak elvétve találni a hagyományos népi fejfák közül, amelyek csak oszlopszerű alakjukban térnek el a szatmárcsekei csónakos fejfáktól.
* Lónyai-erdő
A község délkeleti határában kezdődik a Szatmár-beregi Tájvédelmi Körzet részét képező, a fehérgyarmati erdészet kezelésében, egy különleges rendeltetésű vadászterület, a 407 ha-os Lónyai-erdő, amely főként tölgy-, kőris-, és szil ligeterdő, idősebb egyedei 70-80 évesek. Vadállatok közül kiemelhető a gímszarvas-, vaddisznó- és őz-állomány. Az erdő kedvelt vadászhely, itt rendezték meg a később hírhedtté vált "lónyai vérengzésnek" elnevezett vadászatot, legegzotikusabb lakója a keresztes vipera (Vipera berus), amely egyike a két magyarországi mérgeskígyónak.

## Híres lónyaiak
- A Lónyay család számos jeles államférfit adott Magyarországnak. Kiemelhető Lónyay János (1796-1859) udvari tanácsos, Bihar és Bereg vármegyék főispáni helytartója és fia, gróf Lónyay Menyhért (1822-1884), aki 1871-72-ben Magyarország miniszterelnöke volt
- Szini Péter (1860-1906); újságíró, publicista.
- A faluban nőtt fel és sokáig tevékenykedett Babus Jolán (1917-1967) tanár-néprajzkutató, a  Beregi Múzeum alapítója. Áldozatos munkájának gyümölcseként kezdődött el a beregi hagyományok és tárgyi emlékek gyűjtése és tudományos feldolgozása. Nevét a vásárosnaményi középiskolai kollégium viseli. Fejfája a nagylónyai temetőkertben található.
- Dr. Rácz Antal (1928-2016) afrika-kutató vadász, író, egyetemi tanár. A Kwa Heri Tanzánia! című könyv szerzője.[18]
- Uzsoky Miklós, a magyar elektronikai kutatás és fejlesztés kiemelkedő kutatója. Édesapja Lónya jegyzője volt, sírja a nagylónyai temetőkertben található.   Honlapja:   In Memoriam Uzsoky Miklós

## Határátkelőhely
A község Ukrajna felé közúti határátkelőhellyel rendelkezik, a szomszédos ukrán község  Harangláb (Дзвінкове, Dzinkove). A határátkelőhelyen gyalogos, kerékpár, motorkerékpár és személygépkocsi forgalom zajlik 07-16 óra között. Busz és tehergépkocsi forgalom nincs.